# Урочище Салатрук
Урóчище «Салатрýк» — заповідне урочище в Українських Карпатах, в масиві Ґорґани. Розташоване за 6 км на північний захід від села Бистриця Надвірнянського району Івано-Франківської області. 
Площа 204 га. Створене у 1988 році. Перебуває у віданні ДП «Надвірнянський лісгосп». 
Створене з метою збереження високогірного смерекового лісу з домішкою сосни кедрової європейської та гірської сосни, що зростають на верхній межі лісу (від 1400 до 1500 м. над р. м.), на схилах хребта Тавпиширка, що на захід села Бистриці. 
У 2014 р. громадською організацією «Карпатські стежки» встановлено інформаційно-охоронний знак (аншлаг) за сприяння Бистрицького лісництва ДП «Надвірнянське лісове господарство» та фундації Раффорд. 